# Inayat Zakiatuddin Syah
Inayat Zakiatuddin Syah, död 1688, var regerande sultaninna av sultanatet Aceh på Sumatra från 1678 till 1688. Hon var Aches sextonde monark och den tredje av dess kvinnliga monarker, som regerat efter varandra i femtioåtta år, i en obruten linje från 1641 till 1699.
Hon efterträdde sultaninnan Nurul Alam Naqiatuddin Syah. Hennes bakgrund är inte bekräftad, och det finns flera versioner, varav en som beskriver henne som dotter till sin företrädare. Hon besteg tronen utan någon känd konflikt. Hon beskrivs som en stor kvinna med mörk och kraftfull stämma. Hon hade kulturella intressen och stödde den lärde muslimen Abdul Ra'uf. 1683 mottog hon en delegation från Mecka. 1684 tog hon också emot en engelsk delegation, och avslog ett förslag om att etablera ett engelskt fort i Aceh. Hon efterträddes av sultaninnan Zainatuddin av Aceh. 